# Mobil Corporation
Mobil Corporation var ett stort amerikanskt företag inom petroleumbranschen som fusionerades med Exxon Corporation 1999 och blev ExxonMobil Corporation som är idag världens största icke-statliga petroleumbolag.
Mobil Corporation rankades som det näst största petroleumbolaget i USA och hade då 15 500 bensinstationer och 19 oljeraffinaderier i tolv länder världen över. 1997 låg omsättningen på $65,9 miljarder och vinsten var på $3,3 miljarder.

## Historia
Det hela började 1911 när dåtidens största petroleumbolag John D. Rockefeller:s Standard Oil splittrades av USA:s högsta domstol och delades upp till 34 separata bolag på grund av det monopol de hade i branschen. I slutet av 1800-talet kontrollerade Standard Oil hela 90 procent av raffineringen och marknadsföringen av petroleum samt en tredjedel av alla oljefält i världen. Bolaget som blev Mobil Corporation fick namnet Standard Oil Company of New York (Socony).
Namnet Mobil kom till 1920 som ett varumärke för Socony men valdes in i företagsnamnet 1955 och namnet blev Socony Mobil Oil Company. Elva år senare, rättare sagt 1966 försvann Socony från företagsnamnet och blev Mobil Oil Company. Namnet ändrades ännu en gång och den gången till Mobil Corporation fram till fusionen 1999.

### Exxon och Mobil fusioneras
Den 30 november 1999 slutfördes fusionen mellan två av världens största petroleumbolag när Exxon och Mobil gick ihop efter att den amerikanska konkurrensmyndigheten, Federal Trade Commission (FTC) godkände fusionen efter elva månaders lång granskning, som är den längsta någonsin för FTC. Myndigheten var osäker om konkurrensen skulle snedvridas om fusionen gick igenom och därför var Exxon och Mobil Corp. tvungna att sälja 2 431 bensinstationer landet över. Rättare sagt 1 740 stycken i delstaterna i östra USA, 360 i Kalifornien, 319 i Texas och 12 i det amerikanska autonoma territoriet Guam. Det fanns även fler villkor till ett godkännande och Exxon var den stora förloraren i uppgörelsen.

#### Exxons åtagande
- Skrota de pågående köpen av bensinstationer från Tosco Corp. i Arizona.
- Sälja av sitt oljeraffinaderi och turbinanläggning i Benicia, Kalifornien.
- Inte sälja diesel och bensin i Kalifornien under varumärket Exxon för de kommande 12 åren.
- Sälja av sina bensinstationer i New York och Maine.

#### Mobils åtagande
- Sälja av sina bensinstationer i New Jersey och Virginia.

Detta var den största avyttringen som FTC har begärt vid en fusion sen myndigheten grundades.
| ”                                                       | "Because Exxon and Mobil are such large and powerful competitors and because they now compete in several product and geographic markets in the United States, the commission insisted on extensive restructuring before accepting a proposed settlement. This settlement should preserve competition and protect consumers from inappropriate and anticompetitive price increases." | „ |
| – FTCs dåvarande styrelseordförande, Robert F. Pitofsky | |   |

Exxon och Mobil förväntade sig att kunna spara $2,8 miljarder per år och hade planer på att trimma det nya bolaget med att reducera arbetsstyrkan med 9 000 jobb eller 7,3% av den totala arbetsstyrkan. Exxon försvarade affären med att poängtera att det var den svåra prispressen på petroleum, möjligheten för att bli mer effektiva och konkurrensen från utlandet som ledde till detta.
Efter fusionen så återfördes Mobil och dess logo som ett större varumärke för ExxonMobil.

## Mobil i Sverige
Norsk Hydro köpte Mobils svenska verksamhet 1985 och skyltade om stationerna till Hydro.